# Museu Fryderyk Chopin

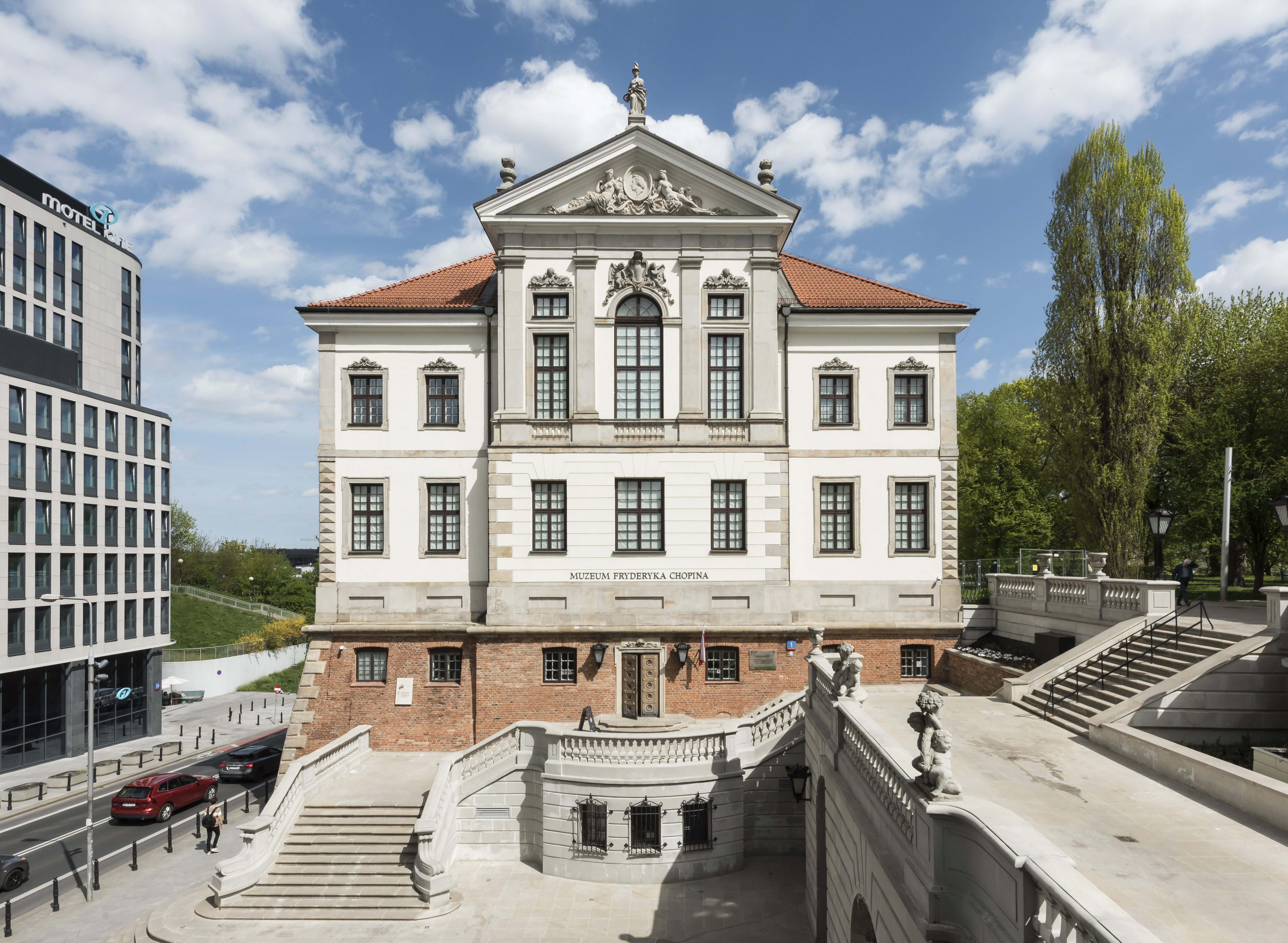
Palau Ostrogskich, seu del museu Chopin a Varsòvia

El Museu Fryderyk Chopin és un museu sobre el compositor Fryderyk Chopin situat a la ciutat polonesa de Varsòvia. Es va crear el 1954.
L'1 de març del 2010 a les 12:00 va obrir una exposició multimèdia, així com una renovació del museu. Aquesta renovació ha costat uns 81.500.000 zl, i els fons procedeixen en part del pressupost de l'Estat Polonès i dels fons de la Unió Europea.